# Wilhelm Riedesel zu Eisenbach
Wilhelm Riedesel Freiherr von und zu Eisenbach (* 10. März 1850 in Darmstadt; † 6. November 1918) war ein deutscher Rittergutsbesitzer, Verwaltungs- und Hofbeamter.

## Leben
Wilhelm Riedesel zu Eisenbach erhielt zunächst Hausunterricht und besuchte seit 1863 das Gymnasium Hersfeld und ab 1866 das Gymnasium Darmstadt, wo er am 20. September 1869 das Abitur ablegte. Er studierte an der Georg-August-Universität Göttingen Rechtswissenschaft. 1870 wurde er Mitglied und im Wintersemester 1873/74 Ehrenmitglied des Corps Saxonia Göttingen. Er legte am 4. Juli 1874 das erste Staatsexamen am Appellationsgericht Kassel ab.
Er diente 1870/71 als Einjährig-Freiwilliger bei den Großherzoglich Hessischen Leib-Dragonern und nahm am Deutsch-Französischen Krieg  teil. 1871 wurde er Sekonde-Leutnant der Reserve, 1881 wurde er Premierleutnant der Landwehrkavallerie.
Nach dem Referendar- und Assessorexamen (welches er am 4. Januar 1880 in Berlin ablegte) trat er als Regierungsassessor in den preußischen Staatsdienst ein. 1881 wurde er kommissarisch Landrat im Kreis Ahaus. 1882 wechselte er zunächst kommissarisch und ab 1883 endgültig als Landrat in den Kreis Gelnhausen.
Wilhelm Riedesel zu Eisenbach wurde 1894 für die Dauer von zwölf Jahren zum Landeshauptmann des Provinzialverbandes der preußischen Provinz Hessen-Nassau gewählt (in Personalunion auch Landeshauptmann des Bezirksverbandes des Regierungsbezirks Kassel). 1906 erfolgte seine Wiederwahl für weitere zwölf Jahre.
Riedesel saß von 1886 bis 1893 und 1903 als Abgeordneter des Wahlkreises Kassel 13 im Preußischen Abgeordnetenhaus, von 1886 bis 1893 als Angehöriger der Fraktion der Konservativen Partei und 1903 der Freikonservativen Partei. Er war 1882 bis 1884 Mitglied des Kurhessischen Kommunallandtages und des Provinziallandtags der Provinz Hessen-Nassau. Er war Königlicher Kammerherr, Vizemarschall der Althessischen Ritterschaft und Mitbesitzer des Fideikommisses Eisenbach und Ludwigseck.

## Familie

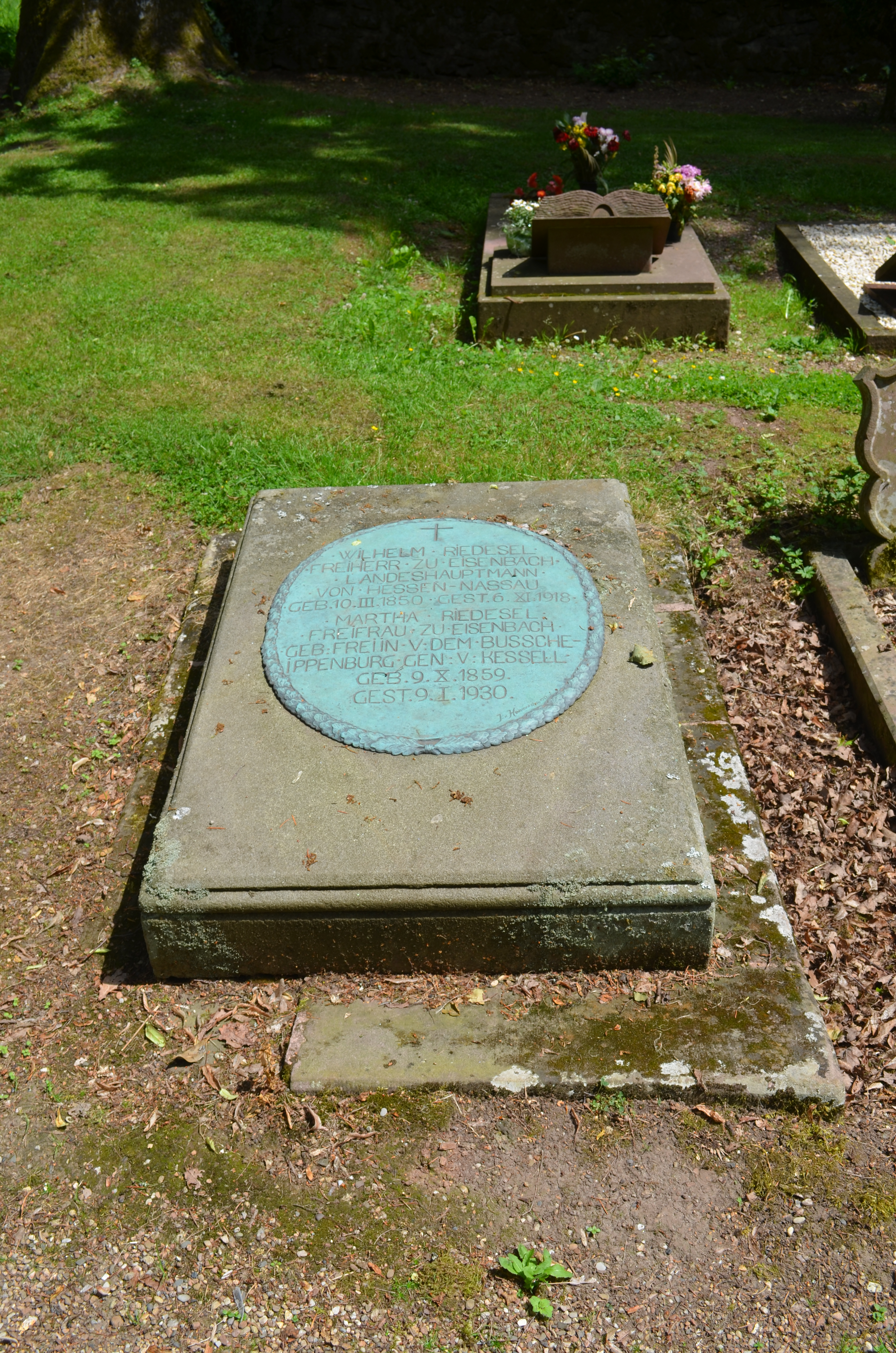
Grab von Wilhelm Riedesel zu Eisenbach auf dem Friedhof von Schloss Eisenbach

Wilhelm Riedesel zu Eisenbach war der Sohn von Ludwig Riedesel zu Eisenbach (1806–1858) und dessen Ehefrau Wilhelmine, geb. Gräfin von Otting-Fünfstetten (1811–1894). Ludwig Riedesel zu Eisenbach war sein Bruder. Seit 1886 war er verheiratet mit Martha Freiin von dem Bussche-Ippenburg gen. von Kessel, der Tochter von Wilhelm von dem Bussche-Ippenburg. Das Paar hatte zwei Töchter:
- Hertha Wilhelmine Elisabeth Therese (* 17. Juli 1887)
- Hildegard Anna Rose (* 11. März 1889; † 1972)

## Auszeichnungen
- Roter Adlerorden 4. Klasse
- Preußische Kriegsgedenkmünze 1870/71
- Landwehrdienstauszeichnung 2. Klasse
- Ehrenritter und später Rechtsritter des Johanniterordens
- Hessisches Militär-Verdienstkreuz